# Колодье (Псковская область)
Колодье — деревня в Гдовском районе Псковской области России. Входит в состав городского поселения «Гдов» Гдовского района.
Расположена в 14 км к северо-востоку от Гдова, в 2 км от реки Черма и в 3 км к юго-востоку от посёлка Смуравьёво-2 соседней Добручинской волости.

## Население
Численность населения деревни по оценке на 2000 год составляет 6 человек, по переписи 2002 года — 14 человек.

## История
До 2005 года деревня входила в состав ныне упразднённой Гдовской волости.